# USS Macabi (SS-375)
Za druga plovila z istim imenom glejte USS Macabi.
USS Macabi (SS-375) je bila jurišna podmornica razreda balao v sestavi Vojne mornarice Združenih držav Amerike.
Podmornico so 11. avgusta 1960 posodili, 1. septembra 1971 pa prodali Argentini, kjer so jo preimenovali v ARA Santiago del Estero (S-12).